# Henri de la Barre d'Erquelinnes
Graaf Henri Marie Joseph de la Barre d'Erquelinnes (Brussel, 21 december 1885 - Bergen, 20 november 1961) was een Belgisch senator en burgemeester.

## Levensloop
De la Barre behoorde tot de oude Henegouwse familie De la Barre, die voor het eerst adelbrieven ontving in 1613 en de titel van graaf verkreeg in 1722. Onder het Verenigd Koninkrijk der Nederlanden kreeg Charles de la Barre (1768-1829) adelserkenning en de titel van graaf. Het bericht hierover kwam pas een week na zijn dood, maar de familie slaagde er toch in, nog net voor de Belgische Revolutie uitbrak, dit door het lichten van de open brieven te doen bevestigen. Hij was tweemaal getrouwd:
- met Anne du Mont (1769-1792), dochter van François-Bonaventure du Mont, marquis de Gages, grootmeester van de vrijmetselarij in de Oostenrijkse Nederlanden. Dit huwelijk bleef kinderloos.
- met Thérèse de Bousies (1785-1833), een nicht van zijn eerste vrouw, met wie hij zes kinderen kreeg.

De vierde van die kinderen was graaf Alfred de la Barre (1814-1889), getrouwd met Cornélie de Rouillé (1817-1892), dochter van Edouard de Rouillé, lid van het Nationaal Congres en senator. Ze hadden een enige zoon, graaf Roger de la Barre (1854-1918), die trouwde met Valentine Obert de Thieusies (1862-1912). Van hen was Henri de la Barre de tweede zoon.
Hij promoveerde tot doctor in de rechten. Hij trouwde in 1912 met Berthe du Parc Locmaria (1890-1980) en ze kregen zeven kinderen die voor nageslacht hebben gezorgd.
Tijdens de Eerste Wereldoorlog vocht hij mee als oorlogsvrijwilliger.
Vanaf 1911 was hij gemeenteraadslid van Jurbeke en was burgemeester van deze gemeente van 1924 tot 1946.
In 1929 werd hij verkozen tot katholiek senator voor het arrondissement Bergen-Zinnik en vervulde dit mandaat tot in 1954.
In september 1944 werd hij minister van Landbouw in de eerste en vierledige regering
die na de Bevrijding tot stand kwam onder het eersteministerschap van Hubert Pierlot. Deze overgangsregering hield slechts stand tot begin februari 1945, zodat het ministerschap van de la Barre amper vier maanden duurde.
Ondanks de verre familiebanden met de marquis de Gages, werd de la Barre in de jaren 1930 bestuurslid van de Belgische Antivrijmetselaars Liga.